# Blåkronad hängpapegoja
Blåkronad hängpapegoja (Loriculus galgulus) är en fågel i familjen östpapegojor inom ordningen papegojfåglar.

## Utseende och läten
Blåkronad hängpapegoja är en liten (12–14,5 cm) smaragdgrön papegoja, undertill något gulare, med svart näbb och orangefärgade ben. Hanen har svartblå hjässmitt, röd strupfläck och en trefärgad guldgul fläck på manteln. Vidare är nedre delen av ryggen gul och övergumpen röd. Honan saknar den röda strupfläcken och det gula på nedre delen av ryggen samt har en mycket mindre fläck på hjässan. 

## Utbredning och systematik
Fågeln förekommer i södra Thailand, på Malackahalvön, Sumatra, Borneo och intilliggande öar. Den behandlas som monotypisk, det vill säga att den inte delas in i några underarter.

## Status
Arten har ett stort utbredningsområde och beståndet anses stabilt. Internationella naturvårdsunionen IUCN listar den därför som livskraftig (LC).

## Blåkronad hängpapegoja och människan
Blåkronad hängpapegoja är en populär burfågel.